# 香港共產黨
香港共產黨，简称港共，是一個於2018年9月10日創立的現計劃筹备创立政黨的臉書專頁，其立場支持中國共產黨和中共中央總書記習近平及其思想。港共提倡廢除《基本法》第5條，以在香港推行共產主義和施行社會主義制度，又指不排除以武力起義達到目的，與馬克思列寧主義主張通過無產階級革命，採取暴力形式推翻資本主義一致。截至9月26日，有超過1萬人讚好其專頁。

## 籌組建黨
2018年9月24日，香港政府在憲報刊登公告，正式將支持香港獨立的香港民族黨列為非法組織和禁止其在香港運作或繼續運作，同日，香港共產黨去信保安局局長，通告香港共產黨籌組成立事宜，並表示如果保安局沒有作出回應，則被視為當局不反對香港共產黨成立，信函中稱：
|  | 「黨宗旨與中國共產黨先賢建黨之初思齊，因此將積極嘗試建立武裝，不排除武力起義，並為求實現香港推行共產主義，施行社會主義制度，我黨將堅決反對香港基本法有關實行資本主義制度的條文……因《習近平思想》已宣示對本港的『全面管治權』，我黨為之呼應，初步將透過本地各級的選舉發展力量，因此我黨容許黨員暫時宣誓效忠香港基本法，直至共產主義社會在本地實現為止」。 |

該信函在港共臉書專頁上發佈後於同月25日獲得逾8000反應和逾千分享，保安局在回覆傳媒查詢時僅表示有關社團的事宜會按《社團條例》處理。
政圈中有消息指，香港共產黨計劃邀請香港民族黨召集人陳浩天出任該黨首任總書記。

## 構想與概念
2018年8月，前社民連成員、前香港民進黨主席楊繼昌在YouTube和在網絡媒體撰文，建議成立香港共產黨以諷刺中国共产党，及在立法會選舉指責香港親共人士，他提出的「香港共產黨」不是一個有實際行動綱領的組織，而是以此概念來抗議香港政府取締香港民族黨，以「以子之矛、攻子之盾」來測試香港保安局會否以該黨「不排除武力起義」的宗旨進行取締。另外，楊率先否認自己參與組建現時的香港共產黨，指該黨與自己無關。

## 反對聲音
香港建制派政黨民建聯黨員、香港立法會議員葛珮帆接受親中媒體《香港文匯報》訪問時說香港共產黨「撩事鬥非搞亂社會」，強調政府必須正視和取締香港共產黨。另一香港建制派政黨工聯會成員、立法會議員陸頌雄說「有關人等踐踏國家底線」。港區人大代表顏寶鈴認為有關舉動是「對《基本法》及一國兩制的嚴重挑釁……一國兩制行穩致遠，是香港穩定繁榮發展重要基石，呼籲社會各界聚焦發展，勿惹事生非」。

### 回應
該專頁批評反對者表露出其「打著紅旗反紅旗」的「真面目」，指責他們並非真的「愛國愛港」、「瘋狂攻擊黨國」和「顯露現行『反革命』的真面目」，又點名《香港文匯報》和《大公報》是「反黨集團」，以及指責顏寶鈴、葛珮帆、陸頌雄以及兩報社長姜在忠是「現行反革命份子」。

## 外部連結
- 香港共產黨Facebook專頁 （页面存档备份，存于）
- 對「香港共產黨」未來的猜想（页面存档备份，存于）